# Risfugl
Risfuglen (latin: Lonchura oryzivora) er en astrild i ordenen spurvefugle. Den har en længde på 14 cm. Arten har sin oprindelige udbredelse i Indonesien. Den kan optræde i store flokke som skadedyr på rismarker.